# Comuna Proložac, Split-Dalmația
Proložac este o comună în cantonul Split-Dalmația, Croația, având o populație de 3.802 locuitori (2011).

## Demografie
Componența etnică a comunei Proložac
     Croați (98,58%)
     Sârbi (1,24%)
     Necunoscut (0,03%)
     Neclasificat (0,05%)
Componența confesională a comunei Proložac
     Catolici (98,11%)
     Ortodocși (1,24%)
     Necunoscută (0,24%)
     Alte religii (0,42%)
Conform recensământului din 2011, comuna Proložac avea 3.802 locuitori. Din punct de vedere etnic, majoritatea locuitorilor (98,58%) erau croați, cu o minoritate de sârbi (1,24%). Apartenența etnică nu este cunoscută în cazul a 0,03% din locuitori. Din punct de vedere confesional, majoritatea locuitorilor (98,11%) erau catolici, cu o minoritate de ortodocși (1,24%). Pentru 0,24% din locuitori nu este cunoscută apartenența confesională.